# Oncopsis californicus
Oncopsis californicus är en insektsart som beskrevs av Van Duzee 1917. Oncopsis californicus ingår i släktet Oncopsis och familjen dvärgstritar. Inga underarter finns listade i Catalogue of Life.